# Sobětice (Výsluní)
Sobětice (německy Sobietitz) je malá vesnice, část města Výsluní v okrese Chomutov. Nachází se asi tři čtvrtě kilometru jihovýchodně od Výsluní. V roce 2011 zde trvale žili 4 obyvatelé.
Sobětice leží v katastrálním území Sobětice u Výsluní o rozloze 5,4 km². V katastrálním území Sobětice u Výsluní leží i Kýšovice.

## Název
Název vesnice je odvozen ze jména Sobata ve významu ves lidí Sobatových. V historických pramenech se jméno vesnice vyskytuje ve tvarech: Zobenticz (1367), Sobieticze (1519), w Sobieticzech (1543) nebo Zobietitz (1787).

## Historie
První písemná zmínka o Soběticích pochází z roku 1367, kdy vesnice patřila k hasištejnskému panství, které tehdy dostali od Karla IV. páni ze Šumburka. U něho Sobětice zůstaly až do roku 1518, kdy se o majetek dělili synové Mikuláše III. Hasištejnského z Lobkovic. Vesnici získal Václav, ale vzápětí ji od něj koupil bratr Vilém Hasištejnský z Lobkovic a připojil ji ke svému přísečnickému panství. V letech 1533–1545 tak Sobětice vlastnili Šlikové a po nich je spravovala královská komora. Od ní dostal roku 1555 část přísečnického panství do zástavy Bohuslav Felix Hasištejnský z Lobkovic, který brzy poté Sobětice odkoupil, a založil tak tzv. suniperský podíl, který byl součástí hasištejnského panství až do roku 1606.
Ve druhé polovině šestnáctého století Sobětice získal Jiří Popel z Lobkovic, po jehož odsouzení za zradu mu byl roku 1594 zkonfiskován veškerý majetek. Královská komora nechala ocenit celé jeho panství, přičemž cena Sobětic se čtrnácti poddanými dosáhla 446 kop a čtyřiceti grošů. Celý suniperský podíl byl poté roku 1606 připojen k panství Přísečnice. Správu vsi měl na starost rychtář z Kýšovic.
Události třicetileté války vesnici tvrdě zasáhly. Nejspíše roku 1640 byla s výjimkou jednoho domu celá vypálena. Podle berní ruly z roku 1654 zde stálo čtrnáct dvorů a dvě chalupy. Čtyři dvory a obě chalupy byly označeny jako pusté. Vesničané dohromady vlastnili patnáct potahů, 27 krav, 28 jalovic a dvanáct koz. Na polích se pěstoval oves.
Během napoleonských válek roku 1813 krajinou procházely vojenské oddíly, které do vsi zavlekly nemoci, na něž řada vesničanů zemřela. V letech 1803–1849 byl mezi Soběticemi a Výsluním s přestávkami v provozu železnorudný důl Václav. Ruda z něj se dodávala do železáren v Perštejně.
Ke vsi patřila Sobětická pila (též Mühlbauerhaus nebo Neubermühle), která stávala u Prunéřovského potoka. V roce 1930 na ní žili čtyři lidé. Počet obyvatel vesnice začal klesat už ve druhé polovině devatenáctého století, ale k razantnímu poklesu došlo až po druhé světové válce, kdy se počet obyvatel snížil na jednu desetinu předválečného počtu. Při sčítání lidu v roce 1970 už byla vesnice opuštěná. Většina původních domů byla zbořena a na jejich místě si lidé postavili řadu rekreačních chat.

## Obyvatelstvo
Při sčítání lidu v roce 1921 zde žilo 91 obyvatel (z toho 46 mužů), kteří byli kromě jednoho Čechoslováka německé národnosti a všichni patřili k římskokatolické církvi. Podle sčítání lidu z roku 1930 měla vesnice 94 obyvatel: jednoho Čechoslováka a 93 Němců. Všichni se hlásili k římskokatolické církvi.
|                                                                                       | 1869 | 1880 | 1890 | 1900 | 1910 | 1921 | 1930 | 1950 | 1961 | 1970 | 1980 | 1991 | 2001 | 2011 | 2021 |
| ------------------------------------------------------------------------------------- | ---- | ---- | ---- | ---- | ---- | ---- | ---- | ---- | ---- | ---- | ---- | ---- | ---- | ---- | ---- |
| Obyvatelé                                                                             | 160  | 149  | 135  | 121  | 112  | 91   | 94   | 9    | 4    | -    | .    | .    | 5    | 4    | 15   |
| Domy                                                                                  | 24   | 29   | 26   | 30   | 21   | 19   | 18   | 17   | .    | -    | .    | .    | 1    | 4    | 3    |
| Počet domů z roku 1961 a údaje z let 1980 a 1990 je zahrnut v přehledu města Výsluní. |      |      |      |      |      |      |      |      |      |      |      |      |      |      |      |

## Obecní správa
Po zrušení poddanství se Sobětice roku 1850 staly samostatnou obcí. Při sčítání lidu v letech 1869–1890 se nacházela v okrese Kadaň, v letech 1900–1930 v okrese Přísečnice a při sčítání roku 1950 patřila do okresu Chomutov. V období od 1. ledna 1979 do 31. prosince 1998 vesnice úředně zanikla, ale od 1. ledna 1999 byla obnovena jako část obce Výsluní. Při sčítání lidu 1869–1930 k Soběticím patřila osada Kýšovice.

## Galerie

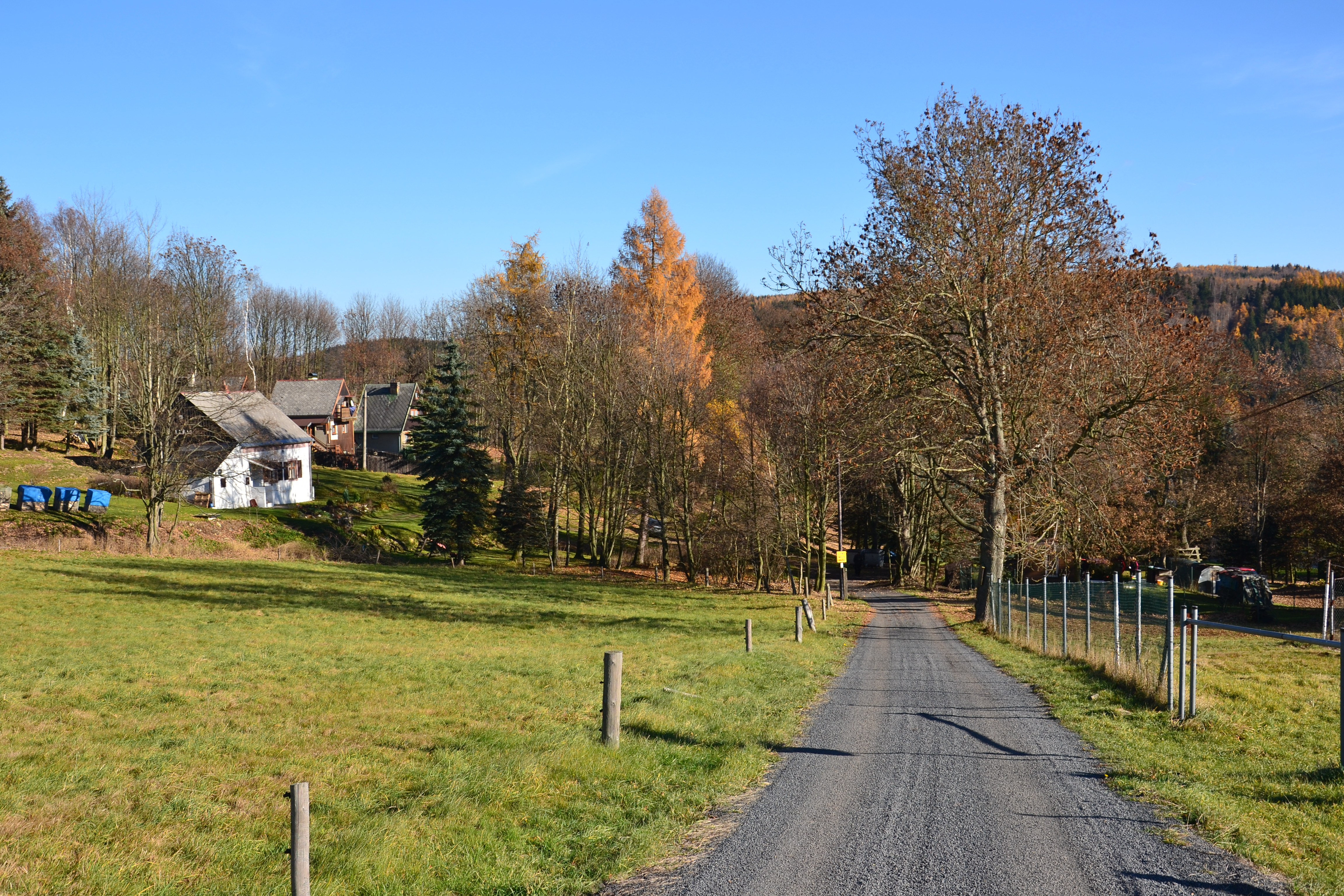
Cesta do vesnice
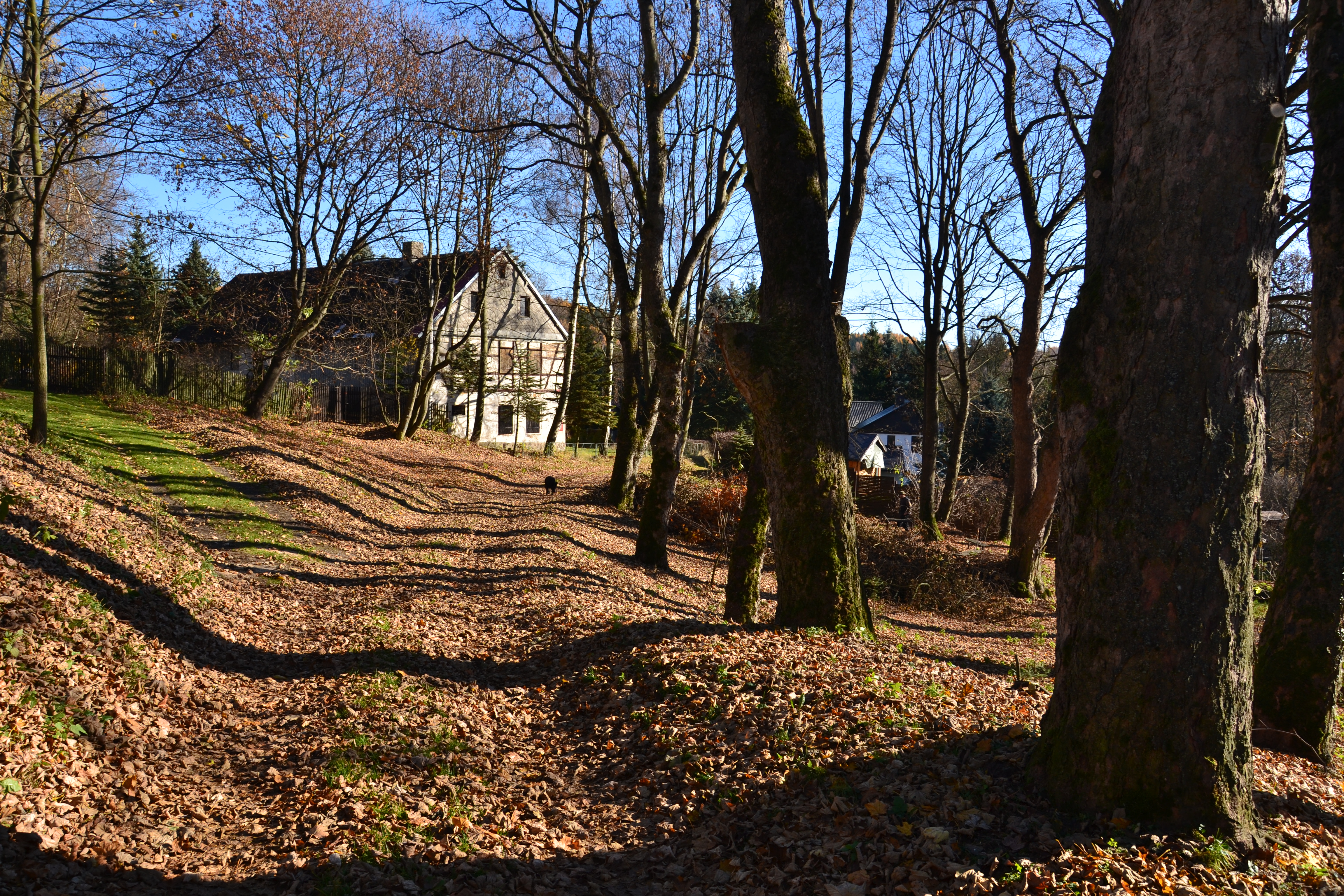
Hrázděný dům
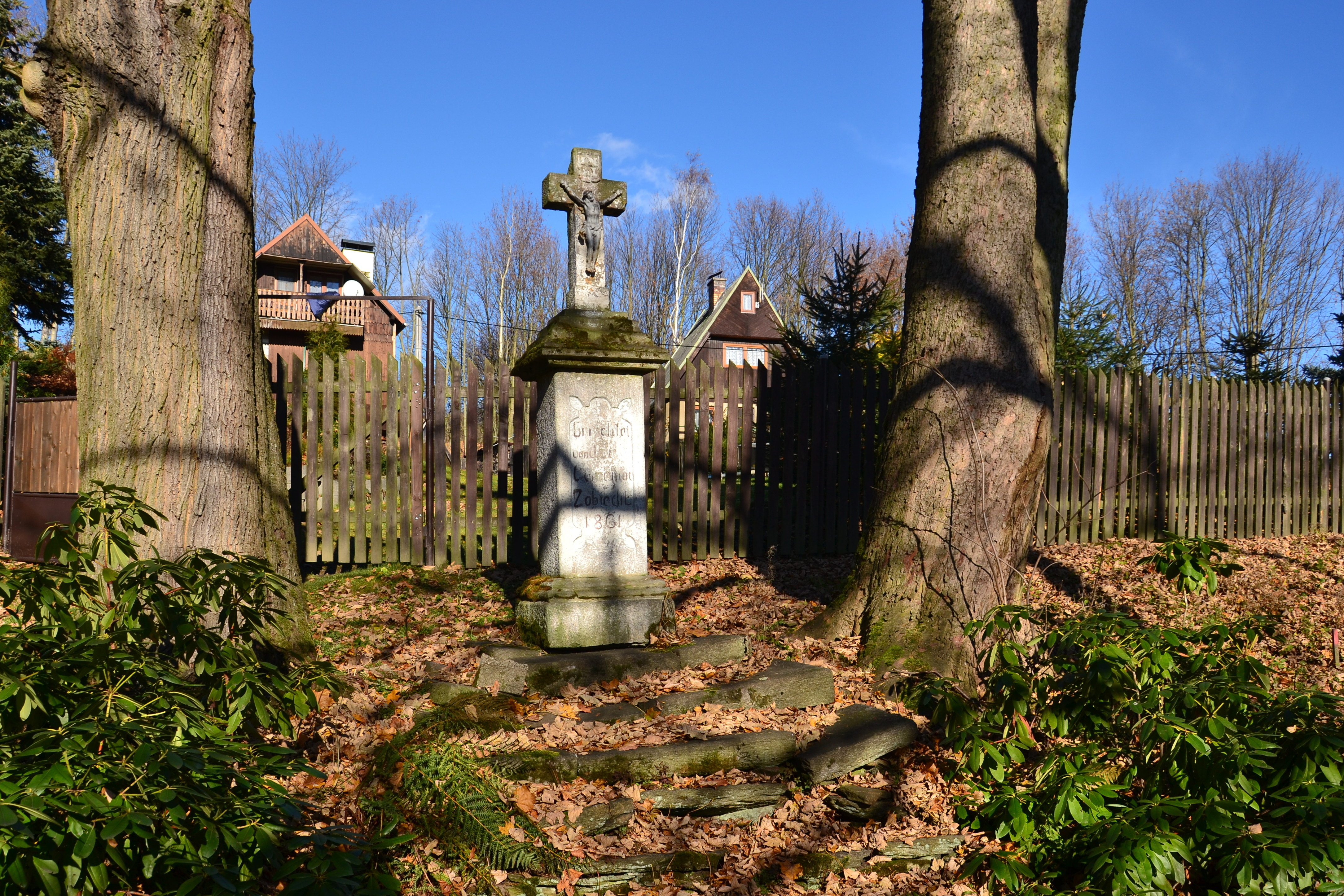
Kamenný kříž
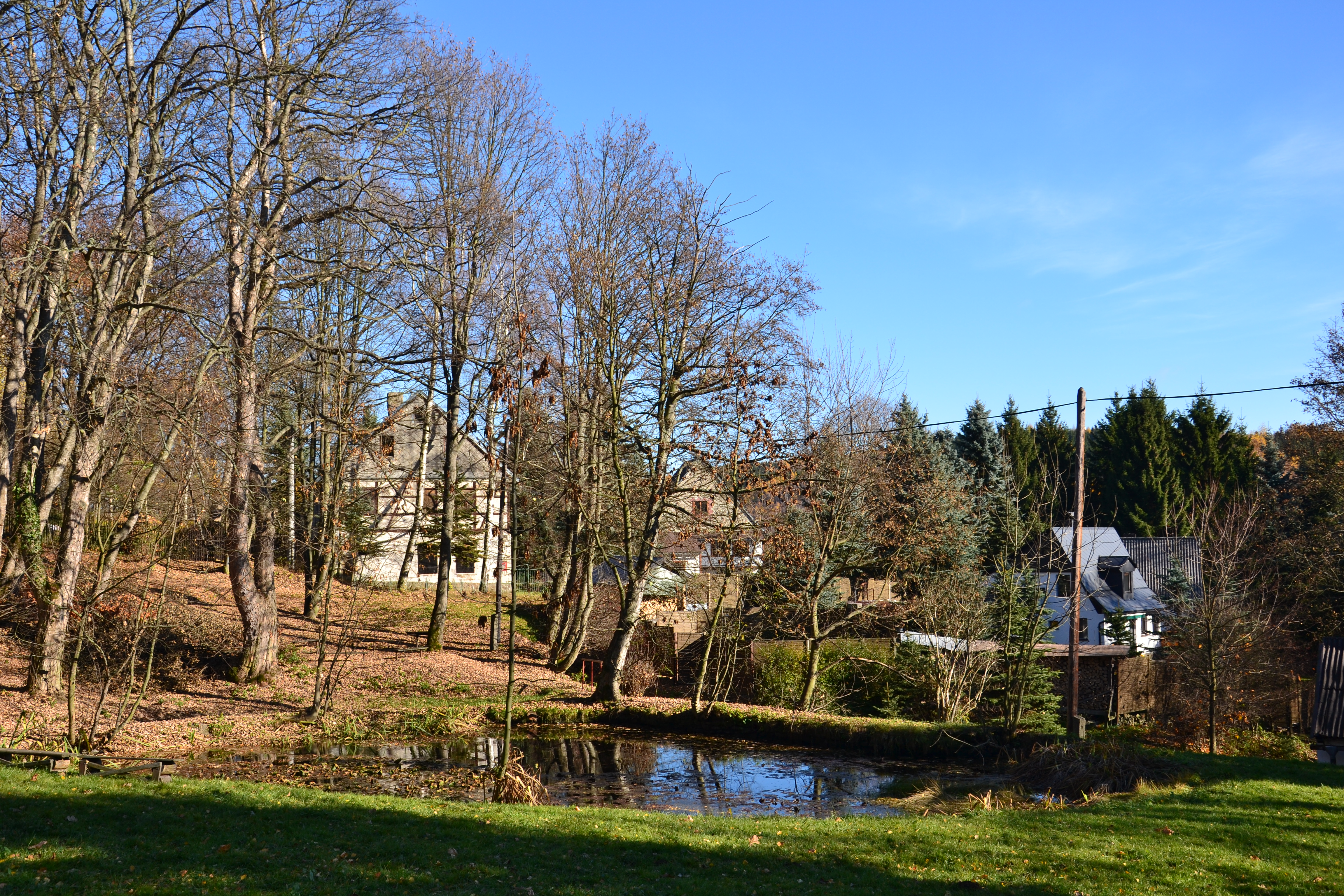
Návesní rybník
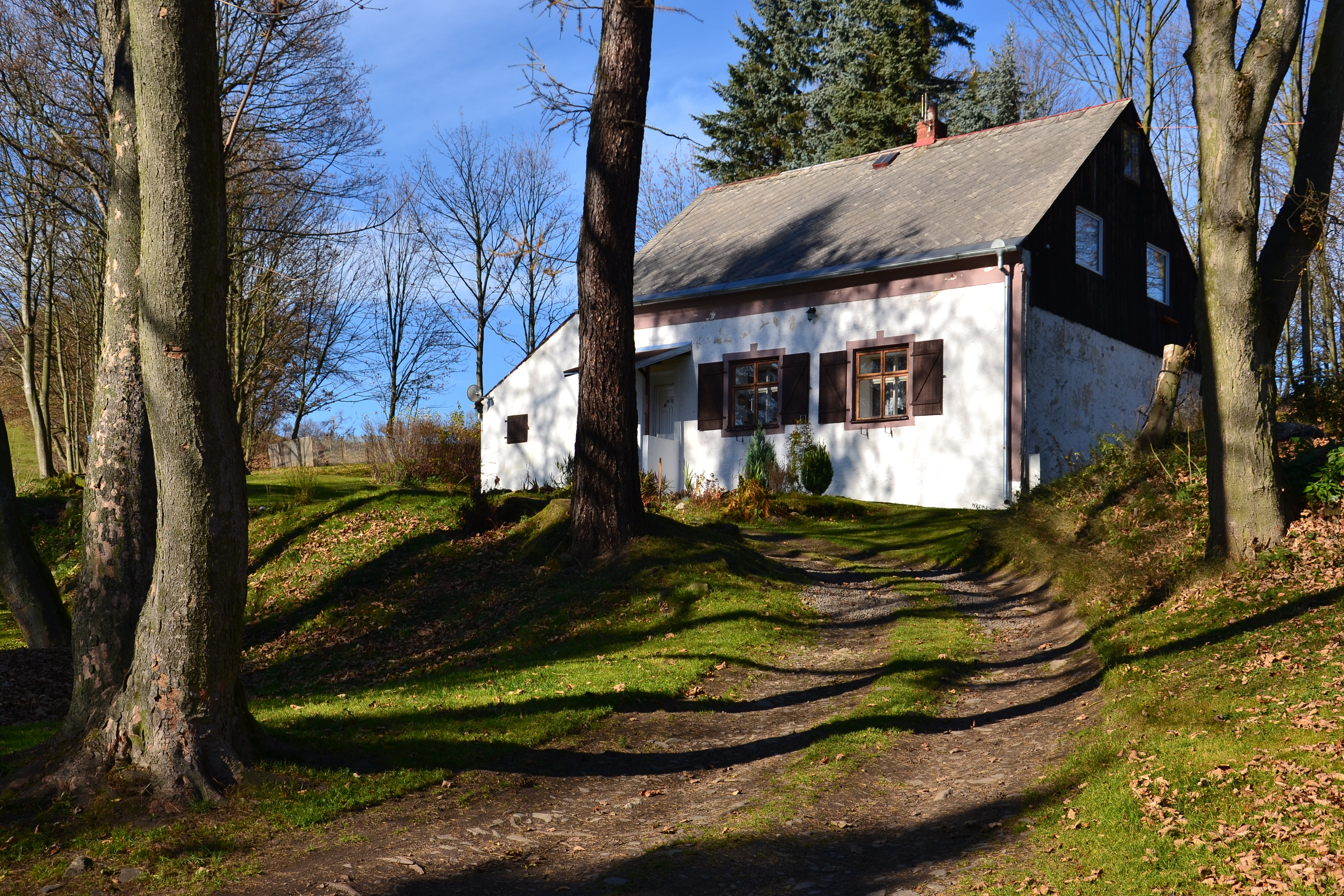
Rekreační domek